# パルス (映画)
『パルス』（原題: Pulse）は、2006年のアメリカのホラー映画。2001年の日本映画『回路』のリメイク作品である。

## キャスト
※括弧内は日本語吹替
- マティ - クリスティン・ベル（小林沙苗）
- デクスター - イアン・サマーホルダー（鉄野正豊）
- ジョシュ - ジョナサン・タッカー（加瀬康之）
- イジー - クリスティーナ・ミリアン（日野未歩）
- ストーン - リック・ゴンザレス（桑原敬一）
- ティム - サム・レヴァイン
- ウォーターソン医師 - ロン・リフキン（小島敏彦）
- カーディフ教授 - ザック・グルニエ
- 管理人 - オクタヴィア・L・スペンサー